# Sparasion philippinense
Sparasion philippinense är en stekelart som beskrevs av Jean-Jacques Kieffer 1913. Sparasion philippinense ingår i släktet Sparasion och familjen Scelionidae. Inga underarter finns listade i Catalogue of Life.